# Terry Cavanagh
Terry Cavanagh é um desenvolvedor de jogos eletrônicos irlandês baseado em Londres, Reino Unido. Depois de estudar matemática na Trinity College em Dublin, Cavanagh trabalhou brevemente como analista de risco de mercado antes de focar no desenvolvimento de jogos em tempo integral. Seus jogos compartilham uma estética primitiva e minimalista. Ele criou mais de duas dúzias de jogos, mais notavelmente VVVVVV e Super Hexagon. Ele é creditado como programador em Alphaland, um jogo de plataforma de Jonas Kyratzes.
Cavanagh afirmou que prefere a natureza pessoal do desenvolvimento de jogos independentes, sua menor escala permitindo que a personalidade do criador passe para o produto final.

## Influências
Cavanagh cita o RPG japonês de 1997 Final Fantasy VII como seu jogo favorito, creditando-o como sua inspiração para se tornar um desenvolvedor de jogos. Em 2009, Cavanagh citou o escritor de ficção interativa Adam Cadre como seu desenvolvedor favorito.

## Prêmios
O jogo de Cavanagh, VVVVVV, ganhou o IndieCade Festival de 2010 na categoria "Fun/Compelling" ("Diversão/Apelativo"). Em 2014, Cavanagh foi nomeado para a lista anual da Forbes "30 Under 30" ("30 com menos de 30") na categoria de games.

## Jogos desenvolvidos
| Ano  | Jogo                              | Plataforma(s)                                                                             | Ref.   |
| ---- | --------------------------------- | ----------------------------------------------------------------------------------------- | ------ |
| 2008 | XOLDIERS                          | Microsoft Windows                                                                         | [ 8 ]  |
| 2008 | Squish                            | Microsoft Windows                                                                         | [ 8 ]  |
| 2008 | Self Destruct                     | Microsoft Windows                                                                         | [ 8 ]  |
| 2008 | Transport Stories                 | Microsoft Windows                                                                         | [ 8 ]  |
| 2008 | Never Opened                      | Microsoft Windows                                                                         | [ 8 ]  |
| 2008 | We Love Mind Control Rocket       | Microsoft Windows                                                                         | [ 8 ]  |
| 2009 | Judith                            | Microsoft Windows, Mac OS X, GNU/Linux                                                    | [ 9 ]  |
| 2009 | Don't Look Back                   | Microsoft Windows, iOS, Android, OUYA                                                     | [ 9 ]  |
| 2009 | Pathways                          | Microsoft Windows                                                                         | [ 9 ]  |
| 2009 | Airplane Adventures               | Adobe Flash                                                                               | [ 10 ] |
| 2009 | The Baron's Volcano Party         | Adobe Flash                                                                               | [ 10 ] |
| 2009 | DAS PÜZZELSPIELEN                 | Adobe Flash                                                                               | [ 10 ] |
| 2009 | Nun Squad                         | Microsoft Windows                                                                         | [ 10 ] |
| 2009 | Bullfist                          | Adobe Flash                                                                               | [ 10 ] |
| 2009 | Nanny ZERO                        | Microsoft Windows, Mac OS X                                                               | [ 10 ] |
| 2009 | Deterministica                    | Adobe Flash                                                                               | [ 10 ] |
| 2009 | Airplane Adventures 2: The Return | Adobe Flash                                                                               | [ 10 ] |
| 2009 | Best Years                        | Adobe Flash                                                                               | [ 9 ]  |
| 2009 | Bullet Time                       | Adobe Flash                                                                               | [ 9 ]  |
| 2010 | VVVVVV                            | Microsoft Windows, Mac OS X, Nintendo 3DS, Nintendo Switch, GNU/Linux, iOS, Android, OUYA | [ 11 ] |
| 2010 | N.O.T.T.U.B.                      | Adobe Flash                                                                               | [ 12 ] |
| 2010 | sumouse                           | Microsoft Windows                                                                         | [ 12 ] |
| 2010 | KOZACHOK                          | Adobe Flash                                                                               | [ 12 ] |
| 2010 | Going Forward                     | Adobe Flash                                                                               | [ 12 ] |
| 2010 | Bababada...urnuk                  | Adobe Flash, OUYA                                                                         | [ 12 ] |
| 2010 | memrrtiks, suashem                | Adobe Flash                                                                               | [ 12 ] |
| 2010 | Phobiaphobiaphobia                | Adobe Flash                                                                               | [ 12 ] |
| 2010 | Red Sky                           | Microsoft Windows, Mac OS X, Unity                                                        | [ 11 ] |
| 2010 | Radio Silence                     | Microsoft Windows, Mac OS X, Unity                                                        | [ 11 ] |
| 2010 | Bridge                            | Adobe Flash                                                                               | [ 11 ] |
| 2011 | At a Distance                     | Microsoft Windows                                                                         | [ 13 ] |
| 2011 | American Dream                    | Microsoft Windows, OUYA                                                                   | [ 13 ] |
| 2011 | Hero's Adventure                  | Adobe Flash                                                                               | [ 13 ] |
| 2011 | Oíche Mhaith                      | Adobe Flash, OUYA                                                                         | [ 13 ] |
| 2012 | Super Hexagon                     | Microsoft Windows, Mac OS X, iOS, Android, BlackBerry 10, GNU/Linux, OUYA                 | [ 14 ] |
| 2012 | Hexagon                           | Adobe Flash, OUYA                                                                         | [ 14 ] |
| 2012 | ChatChat                          | Adobe Flash                                                                               | [ 14 ] |
| 2012 | Harmonilr                         | Adobe Flash                                                                               | [ 15 ] |
| 2012 | Griefer                           | Adobe Flash                                                                               | [ 15 ] |
| 2012 | Notsnake                          | Adobe Flash                                                                               | [ 15 ] |
| 2013 | Fountain                          | Adobe Flash                                                                               | [ 16 ] |
| 2013 | Collapse                          | HTML5                                                                                     | [ 16 ] |
| 2013 | Naya's Quest                      | Adobe Flash                                                                               | [ 16 ] |
| 2013 | Experiment 12                     | Microsoft Windows, Mac OS X                                                               | [ 16 ] |
| 2014 | Maverick Bird                     | Adobe Flash                                                                               | [ 17 ] |
| 2014 | Moving Stories                    | Adobe Flash                                                                               | [ 17 ] |
| 2015 | GRAB THEM BY THE EYES             | Adobe Flash                                                                               | [ 18 ] |
| 2015 | Copycat                           | Microsoft Windows, Mac OS X, Adobe Flash, GNU/Linux                                       | [ 18 ] |
| 2016 | Tiny Heist                        | Microsoft Windows, Mac OS X, Adobe Flash                                                  | [ 19 ] |
| 2016 | Constellation Machine             | Microsoft Windows, Mac OS X, Adobe Flash, GNU/Linux                                       | [ 19 ] |
| 2017 | Constellation                     | Microsoft Windows, Adobe Flash                                                            | [ 20 ] |